# Atherix nicolae
Atherix nicolae är en tvåvingeart som beskrevs av Thomas 1993. Atherix nicolae ingår i släktet Atherix och familjen bäckflugor.
Artens utbredningsområde är Nepal. Inga underarter finns listade i Catalogue of Life.